# Blang Panyang (Muara Satu)
Blang Panyang is een bestuurslaag in het regentschap Lhokseumawe van de provincie Atjeh, Indonesië. Blang Panyang telt 2015 inwoners (volkstelling 2010).